# Ruprechtia apetala
Ruprechtia apetala är en slideväxtart som beskrevs av Hugh Algernon Weddell. Ruprechtia apetala ingår i släktet Ruprechtia och familjen slideväxter. Inga underarter finns listade i Catalogue of Life.